# Domino (Jessie J)
Domino is een single van de Britse Jessie J. Het is de vijfde single afkomstig van haar album Who you are. Het lied werd geschreven door haarzelf in samenwerking met het producersteam om haar heen. Het lied werd in verschillende versies op de markt gebracht van digitale download tot ep. Het was in 2013 genomineerd voor de Brit Award als beste Britse single.
Jessie J kondigde deze single zelf aan op haar Twitteraccount en zette vervolgens de videoclip op haar YouTubekanaal. In die videoclip is alleen de zangeres te zien, waarbij de kleding van haar gelijkenis vertoont met de achtergrond. Eerdere pogingen tot een clip te komen mislukten doordat de zangeres een voetblessure had. Promotie in Nederland vond plaats tijdens de uitzending van The Voice of Holland van 16 december 2011. De single kende succes in vrijwel alle Westerse landen en zou meer dan 5 miljoen keer over de (letterlijke en figuurlijke) toonbank gaan.

## Hitnotering
De single haalde in veel landen de hitparade. In het Verenigd Koninkrijk stond het veertig weken genoteerd in de UK Singles Chart, waarvan twee weken op nummer 1. In de Amerikaanse Billboard Hot 100 stond het eenentwintig weken genoteerd met als hoogste positie plaats zes. In Nederland en België waren de noteringen minder drastisch.

### BelgischeBRT Top 30
Geen notering

### VlaamseUltratop 50
| Positie: | 41 | 43 | 48 | uit |

### Nederlandse Top 40
| Positie: | 36 | 34 | 25 | 15 | 16 | 17 | 17 | 18 | 18 | 14 | 16 | 18 | 19 | 21 | 32 | 40 | uit |

### NederlandseSingle Top 100
| Hitnotering: 19-11-2011 t/m 15-6-2012 | Hitnotering: 19-11-2011 t/m 15-6-2012 | Hitnotering: 19-11-2011 t/m 15-6-2012 | Hitnotering: 19-11-2011 t/m 15-6-2012 | Hitnotering: 19-11-2011 t/m 15-6-2012 | Hitnotering: 19-11-2011 t/m 15-6-2012 | Hitnotering: 19-11-2011 t/m 15-6-2012 | Hitnotering: 19-11-2011 t/m 15-6-2012 | Hitnotering: 19-11-2011 t/m 15-6-2012 | Hitnotering: 19-11-2011 t/m 15-6-2012 | Hitnotering: 19-11-2011 t/m 15-6-2012 | Hitnotering: 19-11-2011 t/m 15-6-2012 | Hitnotering: 19-11-2011 t/m 15-6-2012 | Hitnotering: 19-11-2011 t/m 15-6-2012 | Hitnotering: 19-11-2011 t/m 15-6-2012 | Hitnotering: 19-11-2011 t/m 15-6-2012 | Hitnotering: 19-11-2011 t/m 15-6-2012 | Hitnotering: 19-11-2011 t/m 15-6-2012 | Hitnotering: 19-11-2011 t/m 15-6-2012 | Hitnotering: 19-11-2011 t/m 15-6-2012 | Hitnotering: 19-11-2011 t/m 15-6-2012 | Hitnotering: 19-11-2011 t/m 15-6-2012 | Hitnotering: 19-11-2011 t/m 15-6-2012 | Hitnotering: 19-11-2011 t/m 15-6-2012 | Hitnotering: 19-11-2011 t/m 15-6-2012 | Hitnotering: 19-11-2011 t/m 15-6-2012 | Hitnotering: 19-11-2011 t/m 15-6-2012 | Hitnotering: 19-11-2011 t/m 15-6-2012 | Hitnotering: 19-11-2011 t/m 15-6-2012 | Hitnotering: 19-11-2011 t/m 15-6-2012 | Hitnotering: 19-11-2011 t/m 15-6-2012 | Hitnotering: 19-11-2011 t/m 15-6-2012 |
| Week:                                 | 1                                     | 2                                     | 3                                     | 4                                     | 5                                     | 6                                     | 7                                     | 8                                     | 9                                     | 10                                    | 11                                    | 12                                    | 13                                    | 14                                    | 15                                    | 16                                    | 17                                    | 18                                    | 19                                    | 20                                    | 21                                    | 22                                    | 23                                    | 24                                    | 25                                    | 26                                    | 27                                    | 28                                    | 29                                    | 30                                    |                                       |
| ------------------------------------- | ------------------------------------- | ------------------------------------- | ------------------------------------- | ------------------------------------- | ------------------------------------- | ------------------------------------- | ------------------------------------- | ------------------------------------- | ------------------------------------- | ------------------------------------- | ------------------------------------- | ------------------------------------- | ------------------------------------- | ------------------------------------- | ------------------------------------- | ------------------------------------- | ------------------------------------- | ------------------------------------- | ------------------------------------- | ------------------------------------- | ------------------------------------- | ------------------------------------- | ------------------------------------- | ------------------------------------- | ------------------------------------- | ------------------------------------- | ------------------------------------- | ------------------------------------- | ------------------------------------- | ------------------------------------- | ------------------------------------- |
| Positie:                              | 96                                    | 84                                    | 77                                    | 94                                    | 60                                    | 20                                    | 22                                    | 21                                    | 25                                    | 35                                    | 32                                    | 28                                    | 27                                    | 34                                    | 23                                    | 29                                    | 32                                    | 44                                    | 27                                    | 41                                    | 31                                    | 36                                    | 46                                    | 49                                    | 52                                    | 68                                    | 74                                    | 67                                    | 78                                    | 65                                    | uit                                   |

### NPO Radio 2 Top 2000
Domino stond alleen in 2012 in de NPO Radio 2 Top 2000, op plek 1770.